# Viceministerio de Ciencia y Tecnología
El Viceministerio de Ciencia y Tecnología es un organismo público dependiente del Poder Ejecutivo de Bolivia. 
Fue creado en 2006 por medio de la Ley N.º 3351. Según el decreto supremo 29894 de 2009 las funciones del viceministerio son: diseñar las políticas de CyT e impulsar la ejecución de los proyectos, implementar y consolidar el Sistema Boliviano de Innovación y coordinar el funcionamiento de los institutos y centros de investigación.
En una primera instancia del Ministerio de Planificación del Desarrollo y luego del Ministerio de Educación. 

## Plan de Ciencia y Tecnología
En 2009 el viceministerio publica el Plan de Ciencia y Tecnología. Entre los puntos principales del plan se encuentran:
Política 1: Ciencia, Tecnología e Innovación (CTI) para el desarrollo productivo
- Creación y funcionamiento del Sistema Boliviano de Innovación / Banco de Tecnologías
- Instituto Nacional de Investigación  e Innovación Agropecuaria (INIA)
- Instituto Nacional  de  I+D  Tecnológico en Hidrocarburos
- Instituto Nacional de Cueros y Textiles
- Alternativas, productos en los recursos naturales; nutracéuticos, plantas industriales y piscicultura continental

Política 2:  CTI  para  el  conocimiento  de  la  realidad  natural  y  social  y  sus  potencialidades
- Instituto Nacional de Investigación de la Biodiversidad para el Desarrollo – IBIBDD
- Investigación del potencial hidrológico boliviano
- Prospección para la producción de biocombustibles
- Nuevos materiales de construcción

Política 3:  CTI  para  la solución de los problemas regionales y nacionales, con soberanía e inclusión social.
- Programa de estudios sociales y económicos
- Medio ambiente y tecnologías limpias
- Interculturalidad en salud
- Programa de estudios de la erosión y desertificación

Política 4:  Cultura científica inclusiva para la construcción  de  una  sociedad  del  conocimiento con características  propias
- Programa Integral de Implementación  de  las  Tecnologías  de  Información  y  Comunicación  (TIC) / Plan Nacional de Inclusión Digital
- Sistema Boliviano de Información y Comunicación (SIBICYT)
- Programa de popularización de la ciencia y la tecnología
- Movilización y formación de recursos humanos en investigación e innovación
- Centros de formación tecnológica
- Ciencia, tecnología e innovación en la educación formal y no formal
- Fortalecimiento institucional

Política 5:  Recuperación,  protección  y  utilización  de  los  saberes  locales  y  conocimientos ancestrales
- Reformulación  de  las normas sobre propiedad intelectual
- Programa recuperación y sistematización de los saberes  ancestrales para  el  desarrollo  social y productivo
- Programa Coca